# Халогенација
Халогенација је хемијска реакција у којој халоген реагује са неком другом хемикалијом, и чији резултат је адиција халогена.  Органска једињења подлежу халогенацији много чешће од  неорганских једињења.  
Дехалогенација је реверзна реакција халогенацији, и њен резултат је уклањање халогена из молекула. Пут и стехиометрија халогенације су зависни од структурних својстава и  функционалних група органског супстрата, као и ххалогена. Неорганиска једињења попут метала такође подлежу халогенацији.

## Халогенација органских једињења: Врсте реакција
Постоји неколико процеса халогенације органских једињења, укључујући  слободно радикалну халогенација,  кетонску халогенацију,  електрофилну халогенацију, и  реакцију адиције халогена . Одређујући фактори су функционалне групе. 

### Слободно радикална халогенација
Засићени угљоводоници типично не прихватају халогене, мада подлежу слободно радикалној халогенацији, укључујући замену атома водоника халогеном. Региохемија халогенације алкана се обично одређује на основу релативне слабости доступних C-H веза. Преференција реакције за терцијарне и секундарне позиције произилази из веће стабилности кореспондирајућих слободних радикала и прелазних стања која доводе до њих. Слободно радикална халогенација се користи за индустријску продукцију хлоринисаних метана::CH4 + Cl2 → CH3Cl + HCl